# Ctenophthalmus levanticus
Ctenophthalmus levanticus är en loppart som beskrevs av Lewis 1964. Ctenophthalmus levanticus ingår i släktet Ctenophthalmus och familjen mullvadsloppor. Inga underarter finns listade i Catalogue of Life.